# Фарафоново (Новгородская область)
Фарафо́ново — деревня в Новгородском районе Новгородской области. Входит в состав Борковского сельского поселения.
Расположена на левом берегу реки Веронда, в 2 км от автодороги А116 Великий Новгород — Шимск. Рядом находится устье Берёзки, протекает река Дубенка — приток Берёзки. Ближайшие деревни — Орлово, Куканово, на противоположном берегу — Окатово.

## История
История Фарафоново тесно связана с историей Окатово. После польско-литовских и шведских войн в XVII веке обе деревни превратились в пустоши. В XIX — начале XX века они принадлежали сначала помещику Головину, а затем Лутовинову. В 1872 году в Фарафоново насчитывалось 27 дворов. В начале XX века — 45 жилых домов.
После Октябрьской революции крестьяне обеих деревень объединились в небольшие артели. Во время ВОВ в Фарафоново немцы сожгли несколько домов.